# Nikolái Bogoliúbov
Nikolái Nikoláyevich Bogoliúbov (en ruso: Никола́й Никола́евич Боголю́бов; en ucraniano: Микола Миколайович Боголюбов; Nizhni Nóvgorod, 21 de agosto de 1909-Moscú, 13 de febrero de 1992) fue un matemático y físico teórico soviético.
Es conocido por contribuciones a la teoría cuántica de campos, mecánica estadística y teoría de sistemas dinámicos.

## Publicaciones

### Libros
Matemática y mecánica no lineal
- N. N. Bogoliubov (1934) Sur quelques méthodes nouvelles dans le calcul des variations. In: Annali di Matematica Pura ed Applicata. 7:249-271, 1930.
- N. M. Krylov y N. N. Bogoliubov (1934) On various formal expansions of non-lineal mechanics. Kiev, Izdat. Zagal'noukr. Akad. Nauk. (en ucraniano)
- N. M. Krylov y N. N. Bogoliubov (1947) Introduction to Nonlinear Mechanics. Princeton, Princeton University Press.
- N. N. Bogoliubov, Y. A. Mitropolsky (1961) Asymptotic Methods in the Theory of Non-Lineal Oscillations. New York, Gordon and Breach.

Mecánica estadística
- N. N. Bogoliubov (1945) On Sume Statistical Methods in Mathematical Physics. Kiev (en ruso).
- N. N. Bogoliubov, V. V. Tolmachev, D. V. Shirkov (1959) La New Method in the Theory of Superconductivity. New York, Consultants Bureau.
- N. N. Bogoliubov (1960) Problems of Dynamic Theory in Statistical Physics. Oak Ridge, Tenn. Technical Information Service.
- N. N. Bogoliubov (1967—1970) Lectures on Quantum Statistics. Problems of Statistical Mechanics of Quantum Systems. New York, Gordon & Breach.
- N. N. Bogolubov; N. N. Bogolubov, Jnr. (1992): Introduction te lo Quantum Statistical Mechanics. Gordon and Breach. ISBN 2881248799.

Teoría cuántica de los campos
- N. N. Bogoliubov, B. V. Medvedev, M. K. Polivanov (1958): Problems in the Theory of Dispersion Relations. Institute sea Advanced Study, Princeton.
- N. N. Bogoliubov, D. V. Shirkov (1959): The Theory of Quantized Fields. New York, Interscience. The first text-book on the renormalization group theory.
- N. N. Bogoliubov, A. A. Logunov and I. T. Todorov (1975): Introduction to the Axiomatic Quantum Field Theory. Reading, Mass. W. A. Benjamin, Advanced Book Program. ISBN 9780805309829. ISBN 0805309829.
- N. N. Bogoliubov, D. V. Shirkov (1980): Introduction te lo the Theory of Quantized Field. John Wiley & Sonidos Inc; 3rd edition. ISBN 0471042234. ISBN 9780471042235.
- N. N. Bogoliubov, D. V. Shirkov (1982): Quantum Fields. Benjamin-Cummings Pub. Co., ISBN 0805309837.
- N. N. Bogoliubov, A. A. Logunov, A. I. Oksak, I. T. Todorov (1990): General Principles of Quantum Field Theory. Dordrecht [Holland]; Boston, Kluwer Academic Publishers. ISBN 079230540X. ISBN 978-0792305408.

Publicaciones seleccionadas
- N. N. Bogoliubov, Selected Works. Part I. Dynamical Theory. Gordon and Breach, New York, 1990. ISBN 2881247520, ISBN 9782881247521.
- N. N. Bogoliubov, Selected Works. Part II. Quantum and Classical Statistical Mechanics. Gordon and Breach, New York, 1991. ISBN 2881247687.
- N. N. Bogoliubov, Selected Works. Part III. Nonlinear Mechanics and Pure Mathematics. Gordon and Breach, Amsterdam, 1995. ISBN 2881249183.
- N. N. Bogoliubov, Selected Works. Part IV. Quantum Field Theory. Gordon and Breach, Amsterdam, 1995. ISBN 2881249264, ISBN 978-2881249266.

### Artículos seleccionados
- N. N. Bogoliubov (1948). "Equations of Hydrodynamics in Statistical Mechanics" (en ucraniano) Sbornik Trudov Instituta Matematiki AN USSR 10: 41—59.
- "On Question about Superfluidity Condition in the Nuclear Matter Theory" (en ruso) Doklady Akademii Nauk USSR, 119, 52, 1958.
- "On One Variational Principle in Many Body Problem" (en ruso) Doklady Akademii Nauk USSR, 119, N2, 244, 1959.
- "On Compensation Principle in the Method of Selfconformed Field" (en ruso) Uspekhi Fizicheskhih Nauk, 67, N4, 549, 1959.
- "The Quasi-averages in Problems of Statistical Mechanics" (en ruso) preprint D-781, JINR, Dubna, 1961.
- "On the Hydrodynamics of la Superfluiding" (en ruso) preprint P-1395, JINR, Dubna, 1963.